# بيني فريدمان (مغني)
بيني فريدمان (بالإنجليزية: Benny Friedman)‏ هو مغني أمريكي، ولد في 1985 في سانت بول في الولايات المتحدة.

## وصلات خارجية
- الموقع الرسمي
- بيني فريدمان على موقع ميوزك برينز (الإنجليزية)